# 프로덕션 베이비
프로덕션 베이비(영어: Production babies)는 영화 제작 과정에 참여한 사람들의 자녀로, 영화 제작 중 태어난 아이들을 가리킨다. 프로덕션 베이비라는 용어는 일반적으로 영화의 엔딩 크레딧에 등장하는, 아기들의 이름을 나열한 섹션을 의미한다. 이러한 관습은 애니메이션 영화에서 처음 시작되었으며, 현재도 주로 애니메이션 장르에서 볼 수 있는데, 이는 가족적인 경험이 이러한 영화의 스토리텔링에 미치는 영향을 반영한 것이다. 이 관습은 비디오 게임 제작 크레딧에서도 점점 흔하게 볼 수 있게 되었다.

## 개념 및 사례

### 영화
최초로 프로덕션 베이비 목록을 크레딧에 포함시킨 영화는 픽사의 1995년 첫 번째 장편 영화인 《토이 스토리》였다.
픽사의 감독 리 언크리치는, 제작진과 스태프들은 각자의 자녀의 탄생을 자신이 당시에 작업하던 영화와 불가분하게 연결지어 기억한다고 설명한다. 이처럼 크레딧에 이름을 올리는 것은 그 소중한 기억을 대중과 공유하는 방식이 된다. 그는 말한다. “우리 가족의 삶은 영화 속에 영원히 엮여 있는 것과 같다.” 이러한 관행은 다양한 방식으로 변형되기도 한다. 예를 들어, 2010년 애니메이션 영화 《라푼젤》의 엔딩 크레딧에는, 등장 캐릭터인 카멜레온의 실제 모델을 본떠 태어난 아기들을 “카멜레온 키즈(Chameleon Kids)”로 표기했다. 2011년작 《곰돌이 푸》의 엔딩 크레딧에서는 “푸 베이비(Pooh Babies)”라는 항목명 아래 아이들의 이름이 나열되며, 캐릭터 캉가(Kanga)가 뜬 스카프에 이름이 새겨진 형태로 연출되었다. 2020년 디즈니/픽사 영화 《소울》에서는 영화의 주제와 맞게 아기들의 이름이 “유 세미나 최근 졸업생(Recent You Seminar Graduates)”으로 등장했고, 2022년 《버즈 라이트이어》에서는 “미래의 우주 레인저(Future Space Rangers)”, 2025년 영화 《엘리오》에서는 “미래의 지구 대사(Future Earth Ambassadors)”라는 타이틀 아래 소개되었다.
디즈니 감독 바이런 하워드는, 이러한 크레딧이 애니메이션 제작 과정에서 형성되는 깊은 개인적 유대감을 보여주는 증표라고 언급한 바 있다.
또한 어떤 경우엔 아기 이름 옆에 별표(*)가 붙기도 하는데, 이는 제작 도중 사망한 아이를 추모하는 표시이다. 예를 들어, 《모아나》의 엔딩 크레딧에는 아기 '쿠퍼'(Cooper)의 이름 옆에 별이 표시되어 있다.
2009년에는 감독 아리 폴만이 《바시르와 왈츠를》의 제작 중 태어난 8명의 프로덕션 베이비에게 골든 글로브 수상의 영광을 헌정하면서, “이 아이들이 영화에서 묘사된 전쟁의 현실과는 접점이 없는 삶을 살기를 바란다”고 말했다.
평론가들은 이 ‘프로덕션 베이비’ 크레딧을 통해 영화인들이 자녀에게 독창적인 이름을 짓는 방식도 엿볼 수 있다고 언급했다.

### 드라마
넷플릭스의 2025년 드라마 《폭싹 속았수다》의 1막 엔딩 크레딧에는 6명의 아기들의 이름을 나열한 후 그 아래에 “같은 하늘, 같은 별, 같을 마음에 새긴”이라는 메시지를 남겼으며 2막의 엔딩 크레딧에는 “우리의 울림이 흐르고 흘러, 너희에게 가 닿기를”이라는 메시지를 남겼다.

### 비디오 게임
비디오 게임에서의 초창기 사례 중 하나는 1988년 인텔리비전 게임 《Spiker! Super Pro Volleyball》의 롬(ROM)에 숨겨진 이스터 에그 메시지였다. 현대적인 의미의 프로덕션 베이비 관행은 2005년 게임 《콜 오브 듀티 2》와 2009년 《콜 오브 듀티: 모던 워페어 2》에서 등장하기 시작했으며, 여기에는 부모의 이름도 함께 실렸다. 《콜 오브 듀티: 모던 워페어 3》에서는 해당 섹션의 제목이 “디벨롭먼트 베이비(Development Babies)”로 변경되었다. 그 이후 여러 게임에서도 이와 유사한 형식이 사용되기 시작했다.